# Annika Wiel Hvannberg
Annika Sofia Wiel Hvannberg, tidigare Wiel Fredén, född 21 augusti 1978 i Hemsjö församling i Älvsborgs län, är en svensk handbollsspelare. Hon är vänsterhänt och spelade i anfall som högersexa.

## Klubbkarriär
Moderklubb var BK Heid där hon spelade i division 1 till 2003. Vid 25 års ålder bytte hon klubb till IK Sävehof. Under de två år hon spelade för klubben blev det inga SM-guld. Proffskarriären spelade hon i Horsens HK också utan stora meriter. När hon återkom till Sverige efter proffsåren i Danmark spelade hon för sin moderklubb Heid. Hon spelade då ibland som niometersspelare. 2012 var hon Heids äldsta spelare. Hon lade av efter säsongen 2014/15.

## Landslagskarriär
Hvannberg spelade under sin landslagskarriär 120 landskamper för Sverige. I EM 2006 togs hon ut som högersexa i All Star Team. Hon är stor tjej. 2006 utnämndes hon till Årets handbollsspelare i Sverige. Hennes främsta landslagsmeriten var EM-silvret i EM 2010. Landslagsdebut skedde 2005, och sista landskampen spelade hon 2012. 2008 blev hon korsbandsskadad efter OS. Annika Wiel Hvannberg deltog i Handbolls-EM 2006, OS i Peking 2008, Handbolls-EM 2010, VM 2011 och OS 2012.